# 布盧姆菲爾德 (蒙大拿州)
布盧姆菲爾德（英語：Bloomfield）是位於美國蒙大拿州道生縣的普查規定居民點。

## 歷史
布盧姆菲爾德的郵局自1907年營運至今。

## 人口
根據2020年美國人口普查的數據，布盧姆菲爾德的面積為0.15平方千米，皆為陸地。當地共有人口6人，而人口密度為每平方千米40人。